# La scuola della carne
La scuola della carne (肉体の学校?, Nikutai no gakkō) è un romanzo dello scrittore giapponese Yukio Mishima, pubblicato nel 1963.

## Trama
Il romanzo racconta le vicende di Taeko, una trentanovenne divorziata che vive a Tokyo, dove è proprietaria di un atelier di moda. Taeko si incontra periodicamente con tre amiche, anch'esse appartenenti alla società, per commentare con loro gli eventi mondani e le relazioni nelle quali le donne sono coinvolte. Una sera in un gay bar Taeko incontra Senkichi, un giovane bisessuale che lavora come cameriere nel locale, e per il quale prova una profonda attrazione. La donna, che fino ad allora aveva tenuto molto a salvaguardare la propria indipendenza e la cui vita sessuale si era limitata, dopo il divorzio, a brevi avventure, si trova profondamente coinvolta anche sentimentalmente nel rapporto con il nuovo amante. Il romanzo analizza gli sviluppi della loro relazione fino alla sua conclusione.

## Accoglienza critica
La scuola della carne è stato riconosciuto come una "versione popolare" di Colori proibiti, un romanzo pubblicato da Mishima tra il 1951 e il 1953. Nonostante venga considerato come parte della produzione "minore" dell'autore giapponese, più orientata in senso commerciale rispetto ad altre sue opere, è stato fatto rilevare come non manchino i motivi di interesse. Alcune tematiche tipiche di Mishima appaiono comunque ne  La scuola della carne, come ad esempio "il senso di vuoto che circonda l'esistenza", la "potenza mitopoietica del corpo" e l'intrico pressoché inestricabile tra il vero e il falso nella vita umana. L'autore nella sua narrazione non entra nei dettagli ma lascia "ampio spazio all'immaginazione del lettore".

## Edizioni italiane
- La scuola della carne, traduzione di Carlotta Rapisarda, Collana I Narratori, Milano, Feltrinelli, novembre 2013, ISBN 978-88-070-3066-6. - Collana UEF, Feltrinelli, ottobre 2014, ISBN 978-88-078-8548-8.

## Adattamenti
Una versione cinematografica del romanzo (L'école de la chair) fu diretta nel 1998 da Benoît Jacquot e partecipò al Festival di Cannes 1998. La pellicola ha come protagonista Isabelle Huppert ed è ambientata a Parigi degli anni novanta, con i nomi dei personaggi adattati al contesto europeo.